# Коростень
Ко́ростень (Іскоростень, д.-рус. Изъкоръстѣнь) — місто на Півночі України, адміністративний центр Коростенського району та Коростенської міської  громади Житомирської області, залізничний вузол Південно-Західної залізниці.
У стародавні часи Іскоростень — столиця міцного союзу племен древлян. У наш час місто славиться своїми цінними породами природного граніту, каніфольними смолами та вишуканою порцеляною.

## Походження назви
Існує дві, абсолютно різні теорії про походження назви міста:
1. перша версія наполягає на тому, що місто веде свою назву від того, що древлянська столиця була побудована суцільно з дерева, а міські стіни обнесені частоколом дубовим, неотесаним, разом з корою — са́ме тому місто начебто звалося Іс-коро-стень, тобто місто «із кори на стіні»;
2. друга теорія стверджує, що назва міста походить від імені язичницького бога сонця Корс (Хорс) — головного бога у більшості племен, що населяли дану територію, у тому числі древлян. Від Хорсу/Корсу, за цією теорією, також походять назви населених пунктів Корсунь і Коростишів.

Прибічники другої теорії резонно наполягають на неможливості першої, оскільки дерево, з якого не знято кору, швидше зазнає впливу руйнівних факторів, про що людство знає вже кілька десятків тисяч років, і тому навряд чи древляни ставили свої житла з неотесаної деревини. Втім, імовірно, що теорія про кору (т. зв. «корова́»), виникла лише в 1970—80-х роках для оминання теми язичництва і богів.

## Географія
На південно-західній околиці міста річка Гнилуша впадає в Уж, праву притоку Прип'яті.

## Історія
|                                                 |  |  |
| Ювілейна монета НБУ присвячена 1300-річчю міста |  |  |

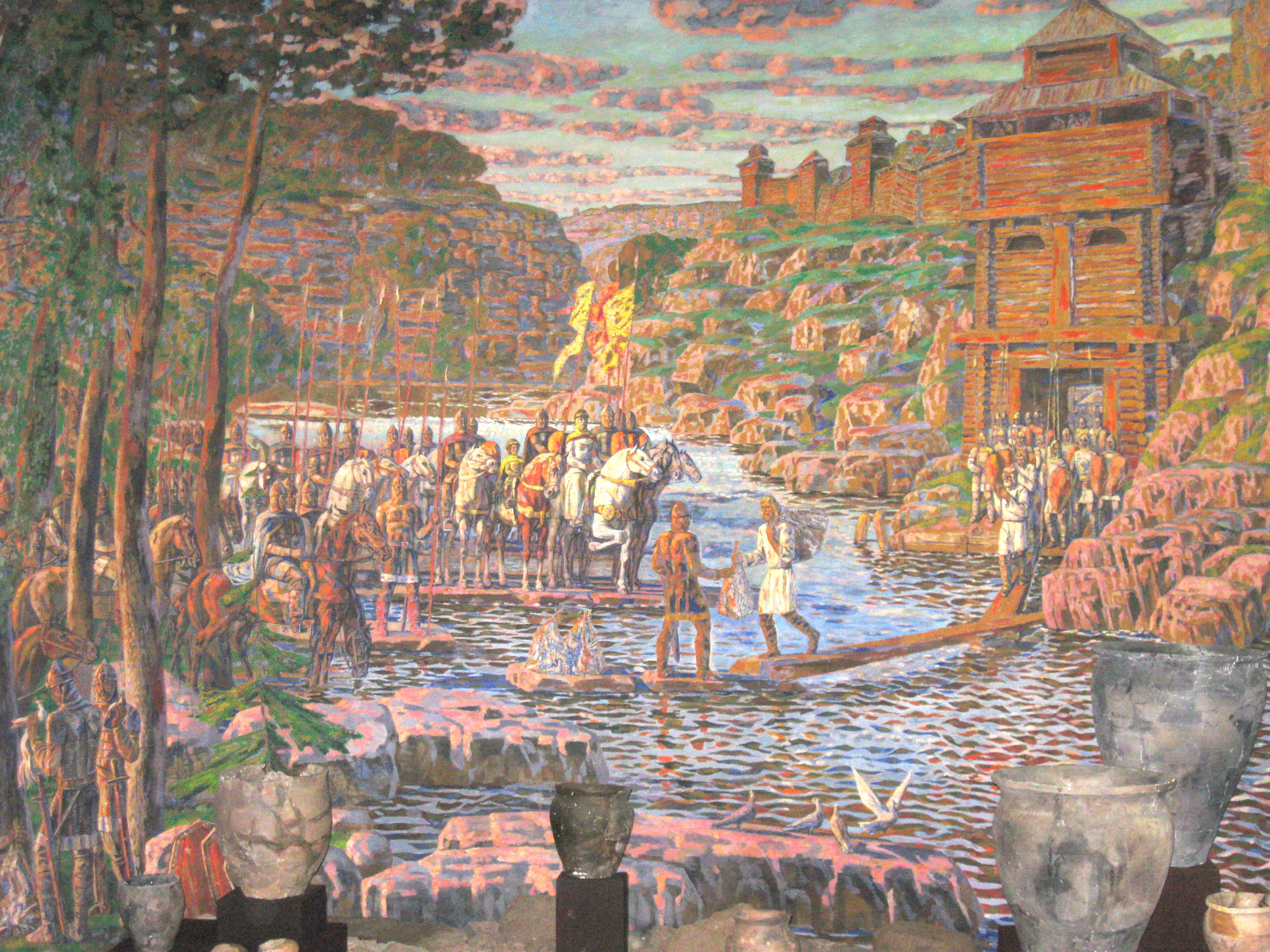
Діорама краєзнавчого музею «Княжна Ольга біля стін стародавнього Іскоростеня» (художник А. А. Туранський, 1982)

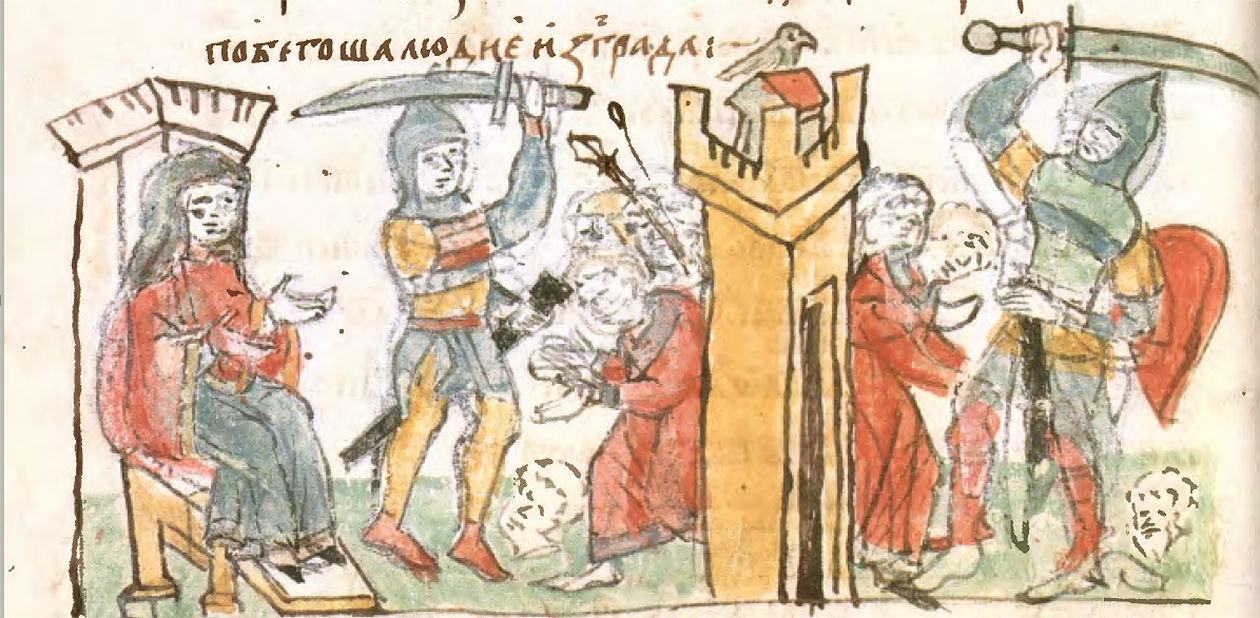
Радзивіллівський літопис. Знищення Іскоростеня і древлян княгинею Ольгою

Малий Герб України — Тризуб — затверджено у Коростені в 1918 році.

Відомо, що у 945 році місто було серед земель слов'янських племен, що підпорядковувалися київському князю Ігорю, незалежність яких віднята в них Олегом, дядьком-регентом Ігоря, у битві 914 року, коли Ігор придушив повстання древлян. Ігор збирав щорічну данину і після того, як Ігор вдруге повернувся до Іскоростеня вимагати данину, князь Мал (Ніскиня) підійняв місто проти київського князя. Дружину Ігоря розбили, а самого вбили. Поховали древляни Ігоря з усіма почестями, по княжому звичаю, на його могилі насипали високий курган. Первісно могила знаходилася в селі Немирівка; через деякий час тіло Ігоря переховали в селі Могильне (нині село Поліське), де знаходиться досі «Могила князя Ігоря».
У 946 році княгиня Ольга вийшла з військом у похід на древлян та спалила Іскоростень.
У 1097 році, після розділу Русі, Іскоростень залишався під юрисдикцією київських князів. З 1243 року тут хазяйнували монголо-татари. Після перемог над Тевтонським Орденом у 1348 і 1370 роках і потіснивши татар, великий князь литовський Ольгерд Гедимінович приєднав ці землі до Великого князівства Литовского. Пізніше подарував їх одному з своїх лицарів Тереху з Брянська за вірну службу. З 1385 року, після утворення Кревської Унії, ця територія потрапила під вплив Польщі. 1586 року заможний польський магнат Прокоп Мржевіцький, оженившись із однією зі спадкоємниць Тереха, став власником Іскоростеня. Йому вдалося добитись від польського короля присвоєння цій маленькій фортеці статусу міста. 22 травня 1589 року король Сигізмунд III Ваза подарував місту Іскоростеню Магдебурзьке право
У 1649 році загін козаків під проводом Гераськи після кровопролитного бою завоював Іскоростень від польської шляхти. Міські укріплення були повністю зруйновані. 1654 року гетьман Богдан Хмельницький у результаті Переяславської Ради підписав згоду з російським царем Олексієм Михайловичем про перехід України під юрисдикцію Росії. Однак, у 1667—1795 роках, землі Іскоростеня продовжували перебувати в складі польсько-литовської Речі Посполитої.
1768 року Коростень мав намір штурмувати полковник Коліївщини Іван Бондаренко, проте його наміри так і не були реалізованими.
У 1795 році, після третього розділу Речі Посполитої, Іскоростень перейшов до Російської імперії як центр Іскоростенської волості Овруцького повіту Волинської губернії. Тривалий час це було тихе непримітне провінційне містечко.
У 1902 році новий поштовх до відродження місту дало будівництво залізниці Київ — Ковель.
Після проголошення Української Народної Республіки (УНР) її уряд і парламент (Центральна Рада), були змушені залишити Київ під час його окупації більшовицькими військами. Перебували у Коростені протягом 14–15 лютого та 24–26 лютого 1918 року. 25 лютого 1918 року в Коростені постановою Центральної Ради було затверджено Тризуб Святого Володимира як герб УНР. 14–27 лютого 1918 року в Коростені перебували частини Армії УНР: Гайдамацький кіш Слобідської України на чолі із Симоном Петлюрою, Окремий Запорізький загін на чолі з Костянтином Прісовським та Курінь Січових Стрільців на чолі з Євгеном Коновальцем. З Коростеня ці частини 27 лютого пішли у наступ на Київ задля його визволення від більшовицьких військ. В лютому 1918 р стався погром єврейських мешканців міста.
7 листопада 1921 року під час Листопадового рейду Коростень, зайнятий підрозділами 395-го стрілецького полку 132-ї бригади 44-ї стрілецької дивізії московських військ, спробувала здобути Волинська група (командувач — Юрій Тютюнник) Повстанчої армії УНР. Початок виправи був вдалий. Українські війська, несподівано напавши на Коростень, здобули станцію. Проте неузгодженість у діях різних відділів і велика чисельна перевага ворога не дала можливості розвинути цей успіх. Українські війська змушені були відступити з міста. У боях особливо відзначилися Іван Ремболович, Семен Харченко (Хмара) та Микола Тобілевич. Загинув сотник Володимир Стефанишин. Червоні взяли місто.
У 1932—1933 роках Коростенський район входив до складу Київської області. За даними різних джерел у районі внаслідок Голодомору 1932—1933 років загинуло 2288 осіб, наразі встановлено імена 1679 осіб.
7 серпня 1941 року Коростень був окупований німецькими військами.
17 листопада 1943 року, під час наступу та успішного проведення Київської операції, Червона армія зайняла Коростень, проте внаслідок потужного контрнаступу змушена була відступити. 28 грудня 1943 року місто було остаточно взято під контроль частинами 13-ї армії генерал-лейтенанта М.Пухова.
У 1986 році місту випало пережити тяжкі часи. Сусідство з Чорнобильською атомною станцією (за 80 км) наклало новий трагічний відбиток на його історію. Коростень потрапив у зону радіоактивного забруднення внаслідок Чорнобильської катастрофи 26 квітня 1986 року і класифікований як «зона гарантованого добровільного відселення». Крім того, економіка міста сильно постраждала від кризи в перші роки після здобуття Незалежності України.
Коростень веде політику розширення власних можливостей економічного соціального розвитку. Місто будує житло і дороги, створює нові підприємства, навчальні й соціальні заклади. 2006 року Коростень став одним із шести міст України, яке отримало сертифікат якості за міжнародними стандартами ISO 9001:2000.
У Коростені народився, живе і працює відомий український письменник, заслужений журналіст України, головний редактор газети «Вечірній Коростень» Віктор Васильчук.

## Населення

### Чисельність населення
| 1939   | 1959   | 1979   | 1989   | 2001   | 2018   | 2022   |
| ------ | ------ | ------ | ------ | ------ | ------ | ------ |
| 30 806 | 38 041 | 65 333 | 72 367 | 66 669 | 63 525 | 61 496 |

Місто є третім за чисельністю населення в Житомирській області та займає 71-ше місце в Україні.

### Національний склад
Національний склад населення за даними перепису 2001 року:
| Національність  | Відсоток |
| --------------- | -------- |
| українці        | 88,96%   |
| росіяни         | 7,55%    |
| поляки          | 1,48%    |
| білоруси        | 0,63%    |
| євреї           | 0,50%    |
| роми            | 0,22%    |
| молдовани       | 0,10%    |
| інші/не вказали | 0,56%    |

Більшість єврейського населення міста емігрувала у 80-90 роки минулого сторіччя.
До початку Другої Світової Війни, в 1939 році, єврейське населення складало 38 відсотків від загального.

### Мовний склад
Рідна мова населення за даними перепису 2001 року:
| Мова            | Чисельність, осіб | Доля   |
| --------------- | ----------------- | ------ |
| Українська      | 57 952            | 86,69% |
| Російська       | 8 508             | 12,73% |
| Білоруська      | 121               | 0,18%  |
| Ромська         | 104               | 0,16%  |
| Польська        | 34                | 0,05%  |
| Вірменська      | 20                | 0,03%  |
| Румунська       | 16                | 0,02%  |
| Єврейська       | 16                | 0,02%  |
| Інші/Не вказали | 79                | 0,12%  |
| Разом           | 66 850            | 100%   |

Вторгнення Росії в Україну спровокувало нову хвилю українізації в місті, дедалі більше людей вважають за краще розмовляти українською мовою.

## Економіка
У повоєнний радянський період промисловий комплекс Коростені активно розвивався, що однак було перервано Чорнобильською катастрофою (1986), наслідки якої змусили згорнути деякі перспективні для міста програми, згодом на коростенській економіці позначився вже загальний по країні економічний спад 1990-х років, однак від середини 2000-х років економічне життя міста й регіону пожвавилось.

### Промислові підприємства
У Коростені розвинуті підприємства переробної, видобувної, харчової, машинобудівної та хімічної промисловості:
| Добування інших корисних копалин і розроблення кар'єрів                      | ПАТ «Коростенський кар'єр» ТОВ «Коростенський щебневий завод» ТОВ «Бехівський гранітний кар'єр» ПрАТ «Бехівський спецкар'єр» ТОВ «Бехівський каменедробильний завод» |
| Виробництво харчових продуктів                                               | ТОВ «Твій хліб» |
| Виробництво одягу                                                            | ПрАТ фірма «Арсанія» |
| Оброблення деревини та виготовлення виробів з деревини та корка, крім меблів | ПрАТ «Коростенський завод "МДФ"» |
| Виробництво хімічних речовин і хімічної продукції                            | ПАТ «Коростенський завод "Янтар"» ПП ФФ «НВО "Ельфа"» |
| Металургійне виробництво                                                     | ПрАТ «Трубний завод "Трубосталь"» |
| Виробництво іншої неметалевої мінеральної продукції                          | ПрАТ Коростенський завод ЗБШ МП «Лібава ЛТД» ТОВ "Торговий дім шляхзалізобетон"                                                                                      |
| Виробництво готових металевих виробів, крім машин і устаткування             | ПАТ «Коростенський машинобудівний завод» |
| Виробництво комп'ютерів, електронної та оптичної продукції                   | Філія ТОВ НВП «Олдем» Електромеханічний завод |
| Виробництво електричного устаткування                                        | ПОГ «Коростенське УВП УТОС» |
| Виробництво машин і устаткування                                             | ПАТ «Хіммаш» ДП «Підприємство ДКВС України (№ 71)» ТОВ «Агрі-комм»                                                                                                   |

### Коростенський індустріальний парк
Коростенський індустріальний парк — промислова зона в межах міста. Під індустріальний парк використовується територія колишнього військового вертолітного аеродрому. Земельна ділянка без будівель, тривалий час не використовувалась. Загальна площа — 246 га.
Концептуальний дизайн розроблено чеським проєктним бюро DHV. Проєкт передбачає створення на території КІПУ високотехнологічних підприємств, підприємств у галузях легкого та середнього промислового виробництва — збірки, комплектації, поверхневої обробки, легкого машинобудування та електротехнічної промисловості.
Проєкт розрахований на 10 років та розділений на 3 етапи:
- підведення комунікацій: автошляху, залізниці, електроенергії, водогону, каналізації та побудова і запуск заводу з випуску МДФ-плит
- забудова території малими та середніми підприємствами
- розвиток логістичного центру[13].

Відповідно до «Концепції індустріального парку "Коростень"» основними завданнями є:
- створення сприятливих умов для започаткування промислового виробництва,
- адаптація нових підходів до виробництва, управління виробничим процесом, новітніх технологій,
- розвиток комунальної інфраструктури, збільшення енергетичних потужностей міста,
- підвищення інвестиційної привабливості та активізація інвестиційної діяльності,
- створення нових робочих місць,
- сприяння розвитку малого та середнього бізнесу,
- наповнення державного та місцевого бюджетів.

Підприємство «Коростенський завод МДФ» став першим в Україні підприємством з виробництва МДФ-плит.

### Транспорт

Залізничний вокзал станції Коростень

Місто Коростень має вигідне та зручне розташування з точки зору транспортного сполучення.
Найзручнішим та відносно недорогим видом транспорту є залізничний, він також створює зручні умови для подорожі.
Через місто проходять майже всі поїзди із Західної України до Києва, а також діє постійний рух приміських та регіональних поїздів за такими напрямками:
- Коростень — Малин — Київ;
- Коростень — Звягель — Шепетівка;
- Коростень — Житомир — Бердичів — Козятин — Вінниця;
- Коростень — Лугини — Білокоровичі — Олевськ;
- Коростень — Овруч — Бережесть — Виступовичі
- Коростень — Овруч — Велідники

На цих напрямках також діють регулярні автобусні маршрути, які вирушають від залізничного вокзалу та автовокзалу.
Північною околицею міста пролягає автошлях міжнародного сполучення E323.
З Києва до Коростеня маршрутні автобуси вирушають від станції метро «Академмістечко», а приміські поїзди — від приміських платформ вокзалу станції Київ-Пасажирський, що також мають зупинку на проміжній станції Святошин. Частина приміських електропоїздів прямує скороченим маршрутом від Борщагівки або Святошина. До Житомира поїзди та маршрутні автобуси вирушають від центральної автовокзалу та залізничного вокзалу.
Міський громадський транспорт представлений маршрутним таксі. У місті діє декілька служб таксі, як місцеві («Люкс», «Універсал»), так і міжміський перевізник ТОВ «Автосвіт».

## Заклади охорони здоров'я

Коростенська дитяча поліклініка

Охорону здоров'я в місті Коростені здійснюють такі медичні заклади:
- Комунальне некомерційне підприємство «Центр первинної медико-санітарної допомоги» Коростенської міської ради;
- Комунальне некомерційне підприємство «Коростенська центральна міська лікарня» Коростенської міської ради;
- КДЦ Коростенської центральної міської лікарні;
- КНП «Центр первинної медико-санітарної допомоги» Ушомирської сільської ради;
- КНП «Коростенська центральна районна лікарня» Ушомирської сільської ради;
- Комунальна установа «Коростенський геріатричний пансіонат для ветеранів війни та праці» Житомирської обласної ради в місті Коростень;
- Клініка, дружня до молоді (КДМ);
- Коростенський районний відділ ДУ «Житомирський обласний центр контролю та профілактики хвороб МОЗ України»;
- КНП «Центр екстренної медичної допомоги та медицини катастроф» Житомирської обласної ради;
- Філія відділення гемодіалізу (м. Коростень) КНП «Обласна клінічна лікарня імені О. Ф. Гербачевського» Житомирської обласної ради;
- Судмедекспертиза міста Коростень;
- Заклад «Будинок сестринського догляду» міста Коростень;
- Житомирська обласна організація «Лікарняна каса».

#### Медичні центри
- медичний центр «Експерт Медіа»;
- медичний центр «Діамед Vita»;
- медичний центр «Медімпульс»;
- медичний центр «Андрімед»;
- медичний центр «Мікрохірургія ока»;
- центр слуху та мовлення «Фонема»;
- клініка «ЗІР ПЛЮС».

#### Лабораторні установи
- медична лабораторія «INVIVO»;
- медична лабораторія «СІНЕВО»;
- медична лабораторія «Нова діагностика».

#### Стоматологія
- стоматологічне відділення КДЦ КНП «КМЛ КМР»;
- стоматологія Люсюк В. В.;
- стоматологія «Dr. Prokopenko»;
- стоматологія «Інтермед»;
- стоматологія «Престиж»;
- стоматологія «Vita Dent»;
- стоматологія «Нікодент»;
- стоматологія «Майстерня посмішок»;
- стоматологія «Nevmerzhyts'kyy I.H.»;
- стоматологія «Аполонія».

## Адміністративний устрій
Місто не має внутрішнього поділу на адміністративні райони. Проте в межах міста існує чимало мікрорайонів, частина з яких є колишніми селами, які приєднані до складу міста.
Мікрорайони Коростеня: Бровар (інша назва — Древлянський), Військове містечко, Вокзал, Житомирське, Київський масив, Ковельський парк (Ковель), Коростень-Подільський, Мирний (інша назва — Щебзавод), Південний Пост, Пашини, Цегельний, Черемушки, Чигирі, Чолівка.
У жовтні 2020 року, в ході децентралізації, до Коростенської міської громади було об'єднано 43 населені пункти, а місто Коростень набуло статусу адміністративного центру громади.

## Заклади освіти

Коростенський технічний коледж

Професійно-технічне училище № 16

У Коростені діє розгалужена система навчальних закладів — як дошкільних, середніх загальноосвітніх (шкільних) до позашкільних, так і професійних І–ІІІ рівнів акредитації.
У міській громаді діє 20 закладів дошкільної освіти, 2 центри розвитку дитини, 29 закладів загальної середньої освіти.
Позашкільними навчальними закладами Коростеня є:
- художня школа, школа мистецтв (див. розділ «Культура»);
- дві дитячо-юнацькі спортивні школи (див. розділ «Спорт»);
- центр дитячої та юнацької творчості.

Професійну освіту та підготовку для отримання надалі вищої освіти можна отримати в навчальних закладах І—ІІ рівнів акредитації Коростеня:
- приватний вищий навчальний заклад Товариства Сприяння Обороні України «Коростенський технічний коледж»  — спеціалізація закладу: обслуговування та ремонт автомобілів і двигунів; обслуговування комп'ютерних та інтелектуальних систем і мереж; бухгалтерський облік;
- Професійно-технічне училище № 16  — спеціальності, які отримують після закінчення: електрозварник ручного зварювання, токар, слюсар механічно-складальних робіт, електромонтер з ремонту і обслуговуванню електроустаткування, машиніст крана (кранівник), слюсар з ремонту контрольно-вимірювальних приладів і автоматики, кравець.

## Засоби масової інформації
У Коростені розвиваються як періодичні друковані видання, так і радіомовлення та телебачення.

### Періодичні друковані видання
- громадсько-політичний тижневик «Іскоростень»  — газета нагороджена дипломом міжнародного рейтингу «Золота Фортуна»;
- діловий рекламно-інформаційний тижневик «Приватна Газета»;
- благодійна вільна газета «Вечірній Коростень»  — видається від 14 жовтня 1991 року;
- громадсько-політична газета Коростенщини «Древлянський край»;
- інформаційно-політичний тижневик Коростенщини «Нова доба».

### FM-радіостанції
| №п/п | Назва           |
| ---- | --------------- |
| 1    | Перець FM       |
| 2    | NewDay FM       |
| 3    | Хіт FM          |
| 4    | Радіо Байрактар |
| 5    | Коростень FM    |

### Телебачення
- Творче об'єднання «Коростень-Медіа».

## Культура

Міський будинок культури

Коростенський краєзнавчий музей

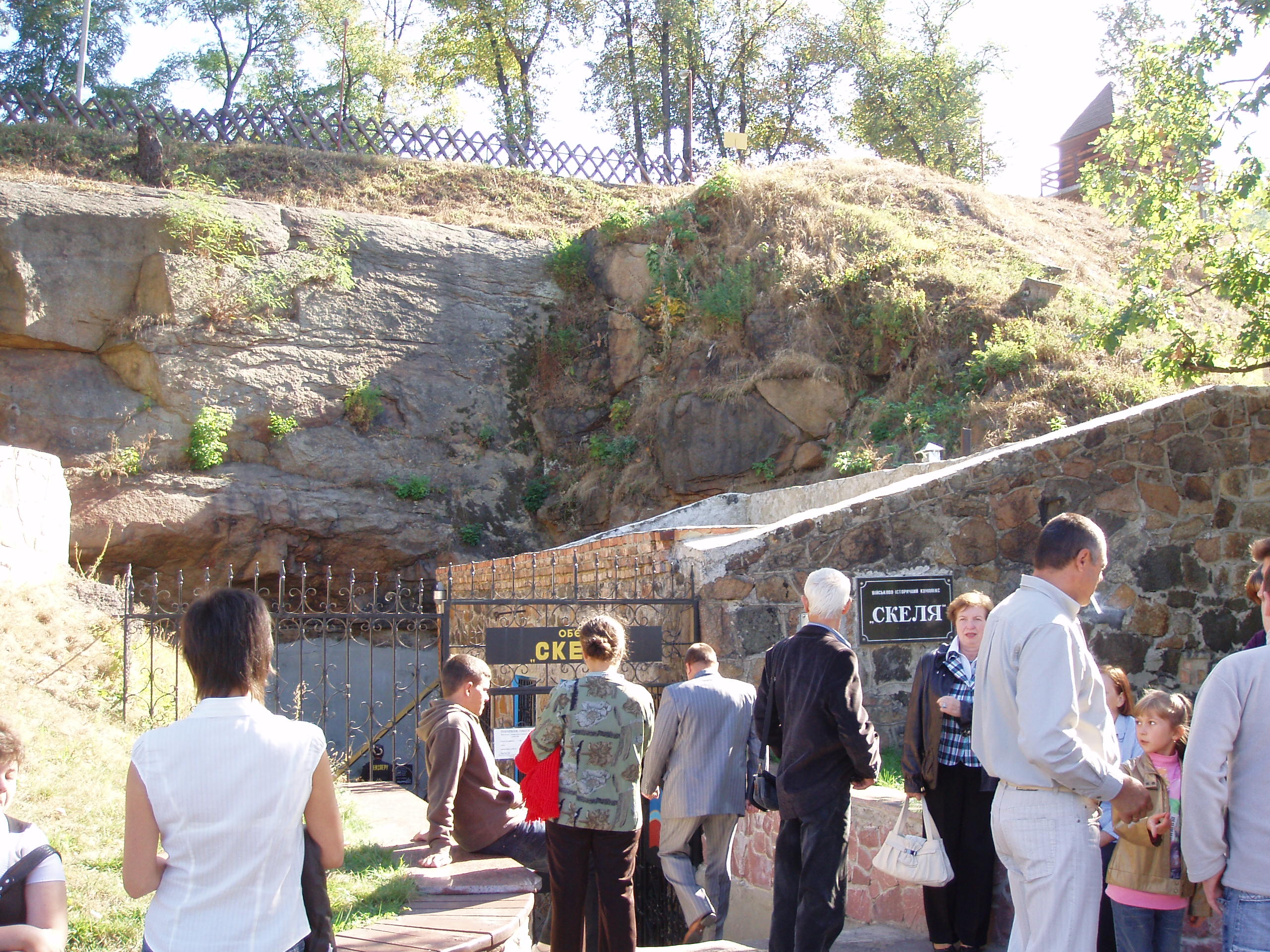
Військово-історичний комплекс «Скеля»

Пам'ятник княгині Ользі у Древлянському парку

Культурне життя Коростеня багате й різноманітне — в місті функціонують численні заклади культури, зокрема клубного типу, кінотеатр, декілька музеїв, бібліотеки; відомими і популярними є міські свята і фестивалі, що на постійній основі відбуваються в Коростені.

### Клуби, кіно, мистецтво
Заклади клубного типу міста Коростень:
- Міський будинок культури  — найбільший осередок культурного життя міста; при ньому діють численні гуртки: театральний, вокальний, танцювальний, хореографічний, вокально-інструментальний, літературно-мистецька студія, клуб авторської пісні, клуби за інтересами філателістів та нумізматів;
- Будинок науки та техніки  — працюють вокальні й танцювальні гуртки;
- Будинок культури УВП УТОС  — у закладі діють вокальні, інструментальні, танцювальні й театральні гуртки, спортивні секції.

Мистецькі заклади в Коростені:
- Коростенська міська художня школа  — була відкрита 1983 року, за 25 років свідоцтва про закінчення школи отримали 307 учнів, відбулося 19 випусків[21];
- Коростенська міська школа мистецтв імені А. Білошицького  — працюють відділи: народний, духовий, струнно-смичковий, фортепіанний; класи: сольного співу, хореографії, електроклавішні;
- виставкова зала місцевого краєзнавчого музею.

### Музеї
У Коростені діє низка музейних закладів і музейних кімнат:
- Коростенський краєзнавчий музей  — найбільше зібрання матеріалів з природи, історії, етнографії та культури Коростенщини (загалом понад 25 тис. експонатів основного фонду); діють 3 відділи: «Природа», «Історія», виставкова зала, загалом 8 залів на 2 поверхах;
- Військово-історичний комплекс «Скеля»;
- Кімната-музей Анатолія Білошицького — 16 квітня 2008 року в міській школі мистецтв імені Анатолія Білошицького відкрито шкільний музей, у якому розміщені матеріали та експонати, які відображають історію та творчу діяльність школи, життєвий та творчий шлях видатного композитора, баяніста, диригента, коростенця Анатолія Білошицького[23];
- музей ВАТ «Хіммаш»;
- музей локомотивного депо залізничної станції «Коростень»;
- кімната-музей Коростенського міського ліцею № 7, присвячена Другій світовій війні;
- етнографічна кімната Коростенського міського ліцею № 5.

### Бібліотеки
У Коростені діє міська централізована бібліотечна система (ЦБС) та низка інших бібліотек:
- у структуру централізованої бібліотечної системи міста Коростеня входять Центральна бібліотека та 8 бібліотек-філій. Станом на 1 січня 2008 року бібліотечний фонд ЦБС налічував 284 056 примірників друкованих видань. 2007 року бібліотеки міста відвідали майже 20 тисяч користувачів[25];
- решта бібліотек представлені районною, технічною та деякими відомчими (ВАТ «Хіммаш», ВАТ «Коростеньшляхзалізобетон», відділку Південно-західної залізниці, ПТУ № 16 тощо)[26].

### Парк
- Древлянський парк

### Фестивалі
Фестиваль Дерунів
Починаючи з 2008 року щороку в другу суботу вересня у міському Древлянському парку культури проходить міжнародний Фестиваль Дерунів.
Під час фестивалю відбуваються змагання з дерунярского триборства. Триборство включає в себе такі конкурси:
- «дерунярський пауерліфтинг» — присідання з двома важкими глеками з дерунами;
- кидання деруна в миску зі сметаною з 5 метрів;
- кидання деруна в конкурента з 5 метрів.

На Фестивалі діє школа дерунярства: досвідчені кухарі вчать усіх охочих готувати деруни.
Головне змагання події — кулінарний конкурс на найсмачніші деруни. Визначає переможця журі. За символічну суму кожен може придбати патент дегустатора і таким чином стати членом журі.
Окрім основної програми на фестивалі, як правило, проводяться різноманітні вікторини, конкурси, дегустація місцевих напоїв, виставки, виступи фольклорних ансамблів.
8 вересня 2018 року відбувся ювілейний 10-й фестиваль.
Літературний фестиваль «Просто на Покрову»
Щороку у місті відбувається всеукраїнський літературний фестиваль «Просто на Покрову».
Взяти участь у фестивалі може кожен охочий, оскільки склад претендентів ніяк не обмежується.
Переможці фестивалю визначаються в шести номінаціях: «Поезія», «Проза», «Твори для дітей», «Критика і літературознавство», «Гумор і сатира». В окрему номінацію виділена «Дитяча література»: творчість самих дітей (до 16 років). У кожній номінації, після виступів всіх учасників, журі визначає переможців, які одержують премії і цінні призи. Всі номінанти, незалежно від жанру, можуть поборотися за гран-прі.
Ідея журналістів і письменників Валерія Нечипоренка і Віктора Васильчука виявилась напрочуд живучою — і тепер щороку втілюється в життя початківцями і маститими письменниками. Усе починалося у 2000 році, коли на свято Покрови до Коростеня зійшлися письменники і шанувальники літератури з усієї України. Перший фестиваль відбувся просто неба. Слухачі сиділи на траві у коростенському міському парку, а учасники літературного марафону виходили на поміст і презентували свої твори.
З 2007 року фестиваль став всеукраїнським.
З 2008 року в рамках фестивалю починає проходити художня акція «Література свіжого повітря». Ця акція проходить на берегах річки Уж. У акції беруть участь всі охочі та небайдужі до художнього слова. Переможців визначають самі ж учасники. Переможець поза конкурсом бере участь у фінальній частині фестивалю.
Фестиваль проходить під патронатом Національної спілки письменників України та міського голови Коростеня.
концерт авторської православної пісні «Утренняя заря».

### Пам'ятки
У Коростені на обліку перебувають 40 пам'яток історії, та 6 пам'яток монументального мистецтва, усі — місцевого значення.

## Спорт
Коростень є спортивним містом. За рейтинговими показниками розвитку фізичної культури і спорту Коростень традиційно займає чільні позиції серед міст та районів Житомирської області. Крім того, у місті приділяється увага загальній пропаганді спортивного способу життя, розвивається дитячо-юнацький, любительський і професійний спорт, є певні досягнення коростенських спортсменів, зокрема й параолімпійців, у масштабах країни і навіть на міжнародному рівні; серед вихованців Коростенської ДЮСШ — учасник Олімпійських ігор 2008 року в Пекіні Михайло Книш, бронзовий призер Кубку Європи з легкої атлетики Олександр Романенко.
Спортивні споруди міста:

ДЮСШ ФСТ «Україна»

- 2 стадіони: центральний «Спартак», реконструкцію якого завершено у серпні 2019 р.[32], і «Локомотив»;
- фізкультурно-оздоровчий комплекс;
- 21 спортзал;
- 50 спортивних майданчиків, у тому числі дві зі штучним покриттям.

У місті Коростені працюють 2 дитячо-юнацькі спортивні школи: міська ДЮСШ і ДЮСШ ФСТ «Україна», де є відділення з таких видів спорту, як легка атлетика, волейбол, баскетбол, футбол, настільний теніс, боротьба, бокс, спортивна аеробіка, шахи.
У Коростені працюють спортивні клуби:
- спортивний клуб з хокею на траві «Політехнік» — бере участь у Чемпіонаті України з хокею на траві серед команд вищої ліги; був учасником Міжнародного меморіалу з хокею на траві імені А. Філемоновича (Польща).
- ФК «Коростень» — неодноразовий призер Чемпіонату області, володар Кубку Житомирської області, учасник Чемпіонату України з футболу серед команд Другої ліги сезонів 2007 та 2008 років;
- ФК «ФК „Хіммаш“» — чотирикратний чемпіон Житомирської області, трикратний срібний призер Кубку України серед аматорських команд, срібний призер Чемпіонату області сезонів 2006, 2007 та 2008 років.
- ФК «Мал» — бронзовий призер чемпіонату Житомирської області — 2015 Володар Кубка Житомирської області — 2018

У місті діють клуб боротьби «Вікторія», 3 клуби бойових мистецтв, спортивний клуб з пейнтболу «Планета». На базі нового фізкультурно-оздоровчого комплексу стадіону «Спартак» працюють групи з важкої атлетики, бодибілдингу, аеробної гімнастики, шейпінгу, черлідінгу та йоги. Функціонує тенісний клуб «Коростень».

## Релігія

### Християнство

#### Православна церква
- Кафедральний собор Різдва Христового
- Свято-Миколаївська церква
- Храм пророка Іллі

#### Римсько-католицька церква
- Костел блаженного Гонората Козьмінського

#### Протестантизм
Церква «Благодаті» (Баптизм)

### Юдаїзм
Синагога, відбудована в 1985 р.

## Символіка міста
Коростень має свою символіку: герб, гімн, прапор, а також «Статут територіальної громади міста Коростеня» — документ, який гарантує всім членам територіальної громади міста право участі у місцевому самоврядуванні.
Герб та прапор Коростеня затверджено 28-ю сесією міської ради IV скликання 23 серпня 2005 року.
Дивіться основні статті: Герб Коростеня та Прапор Коростеня.
Статут територіальної громади міста Коростеня затверджено 33-ю сесією міської ради IV скликання 28 лютого 2006 року.

### Гімн міста
| Сл. Лілії Бех Муз. Олесь Коляда |
| --- |
| Із витоків древності і моноліту, Віками освячений, кров'ю омитий, Чужинцями топтаний, стомлений гнітом, У величі Коростень звівся над світом! Приспів: Слава! Народу древлянському слава! Слава землі наших мужніх батьків. Цвіти! Розквітай, як окраса держави, Град Коросте́нь — велич і гордість віків! Ти витримав зболені дні лихоліття, І час не затьмарив нам роки тернисті, Тож Коростень зводився в нове століття: З любові і радості вільно й врочисто! У краї поліському місто — перлина, Підводься будовами в небо могутньо, Дорогою світлою в добру годину: Прямуй, місто Коростень, у краще майбутнє! |

## Міста-побратими
Згідно офіційного сайту мерії Коростень має 8 іноземних міст-побратимів та 7 міст-партнерів з України.

#### Закордонні міста-побратими
- Аненій Ной, Молдова (2007)
- Поліце, Польща (2010)
- Красник, Польща (2007)
- Укмерге, Литва (2022)
- Вобаш, штат Індіана, США (2023)[34]
- Бурж, Франція (2023)
- Малверн, Велика Британія (2025)
- Шпандау, Німеччина (2025)

#### Українські міста-партнери:
- Володимир, Волинська область, Україна (2007)
- Слов'янськ, Донецька область, Україна (2014)
- Слобожанське, Дніпропетровська область, Україна (2023)
- Сватове, Луганська область, Україна (2024)
- Шевченкове, Миколаївська область, Україна (2024)
- Авангард, Одеська область, Україна (2025)

## Особистості
Уродженці міста:
- Абдурахманов Олексій Олегович — капітан Збройних сил України, учасник російсько-української війни;
- Бабич Віктор Вікторович (2002-2022) — молодший сержант Збройних сил України, учасник російсько-української війни.
- Бабський Сергій Олександрович — лейтенант Збройних сил України, учасник російсько-української війни.
- Білошицький Анатолій Васильович — видатний український композитор, диригент, педагог, баяніст;
- Горбенко Світлана Сергіївна (нар. 1985) — майстер спорту міжнародного класу з легкої атлетики, чемпіонка Європи, чемпіонка України, призерка чемпіонату Світу, учасниця Паралімпійських ігор 2004 року, бронзова призерка XIII Паралімпійських Ігор 2008 року.
- Кіщук Василь Васильович — український вчений у галузі отоларингологія;
- Коцар Іван Юрійович (1996—2022) — солдат Збройних сил України, учасник російсько-української війни, що загинув під час російського вторгнення в Україну в 2022 році.
- Руслан Квінта — відомий український музичний продюсер, співак, аранжувальник та композитор;
- Козак Семен Антонович — радянський генерал, двічі Герой Радянського Союзу;
- Кляшторний Костянтин Вілійович — джазовий саксофоніст, композитор, продюсер;
- Кузнєцов Віталій Андрійович (1997—2022) — старший солдат збройних сил України, учасник російсько-української війни.
- Кутишенко Олексій Васильович (1995—2022) — старший солдат Збройних Сил України, учасник російсько-української війни, що загинув під час російського вторгнення в Україну з 2022 року;
- Пилянкевич Олександр Миколайович — український матеріалознавець, член-кореспондент АН УРСР;
- Романчук Сергій Михайлович — старший лейтенант Збройних сил України, учасник російсько-української війни;
- Тичина Ігор Олегович (2001—2022) — снайпер загинув 1 січня 2022 року.
- Ясієвич Володимир Євгенович — український архітектурознавець.

## Галерея

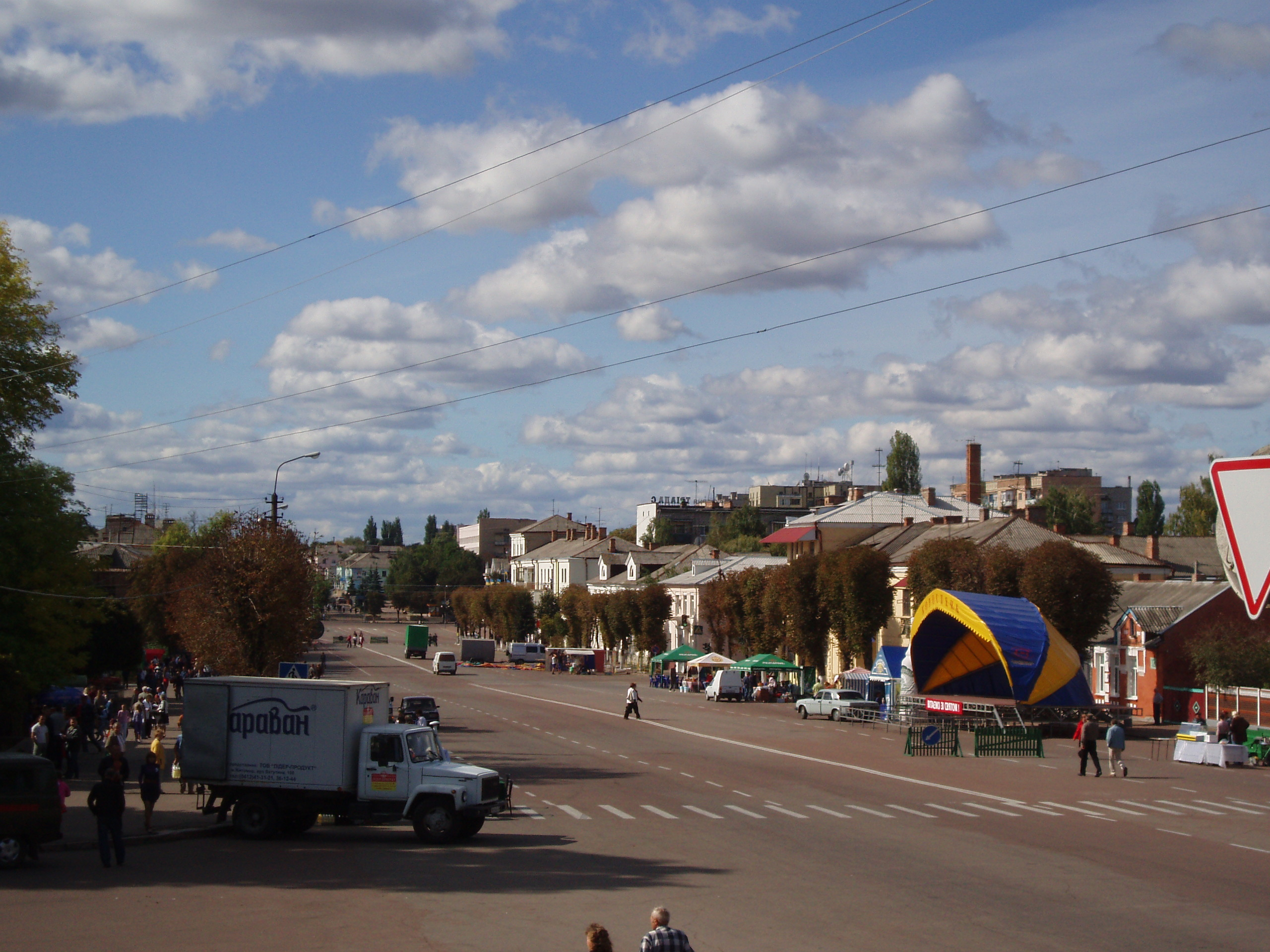
Центр Коростеня — вулиця Михайла Грушевського
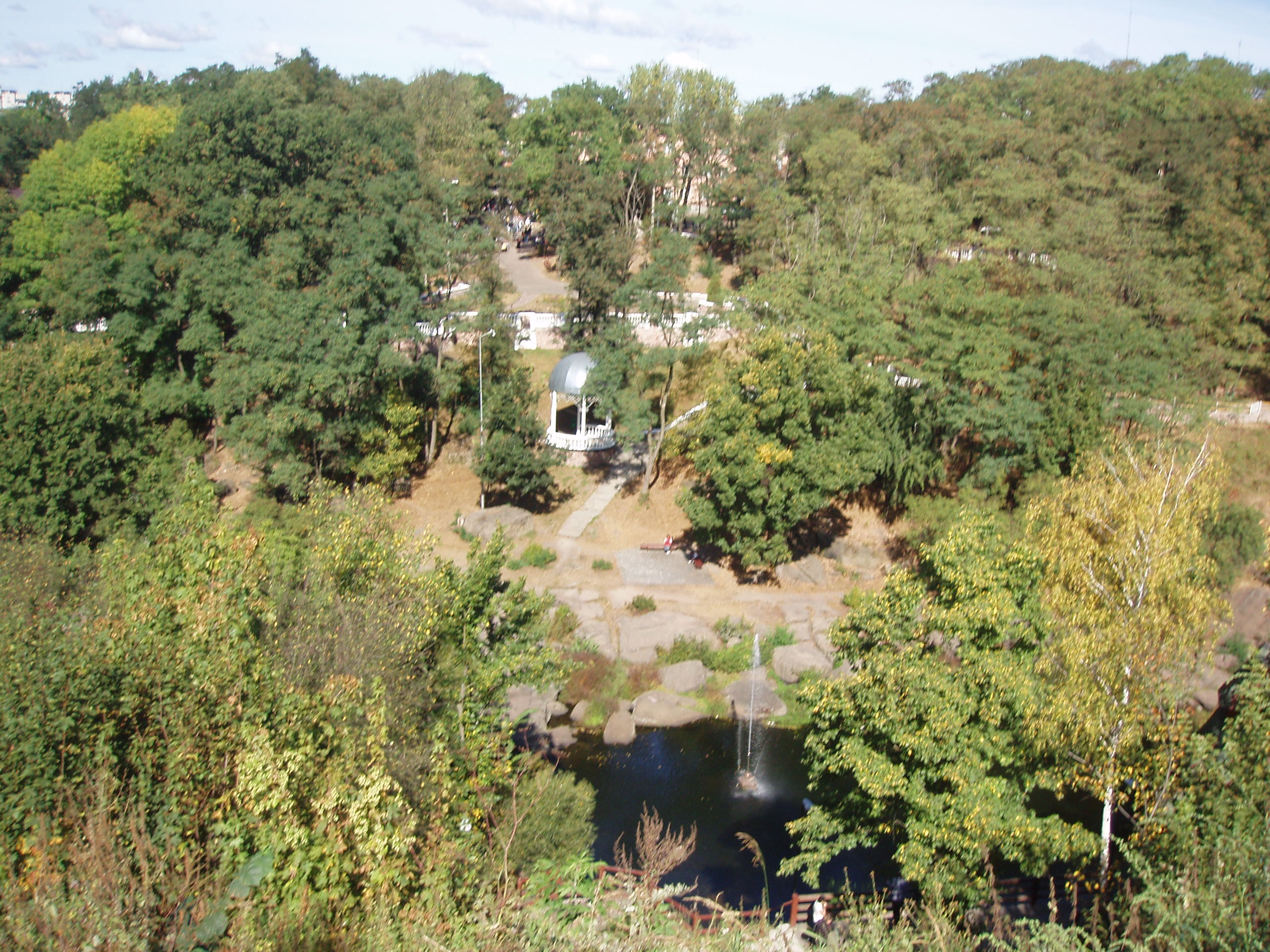
Парк Древлянський
Пам'ятник князю Малу — новітній символ міста
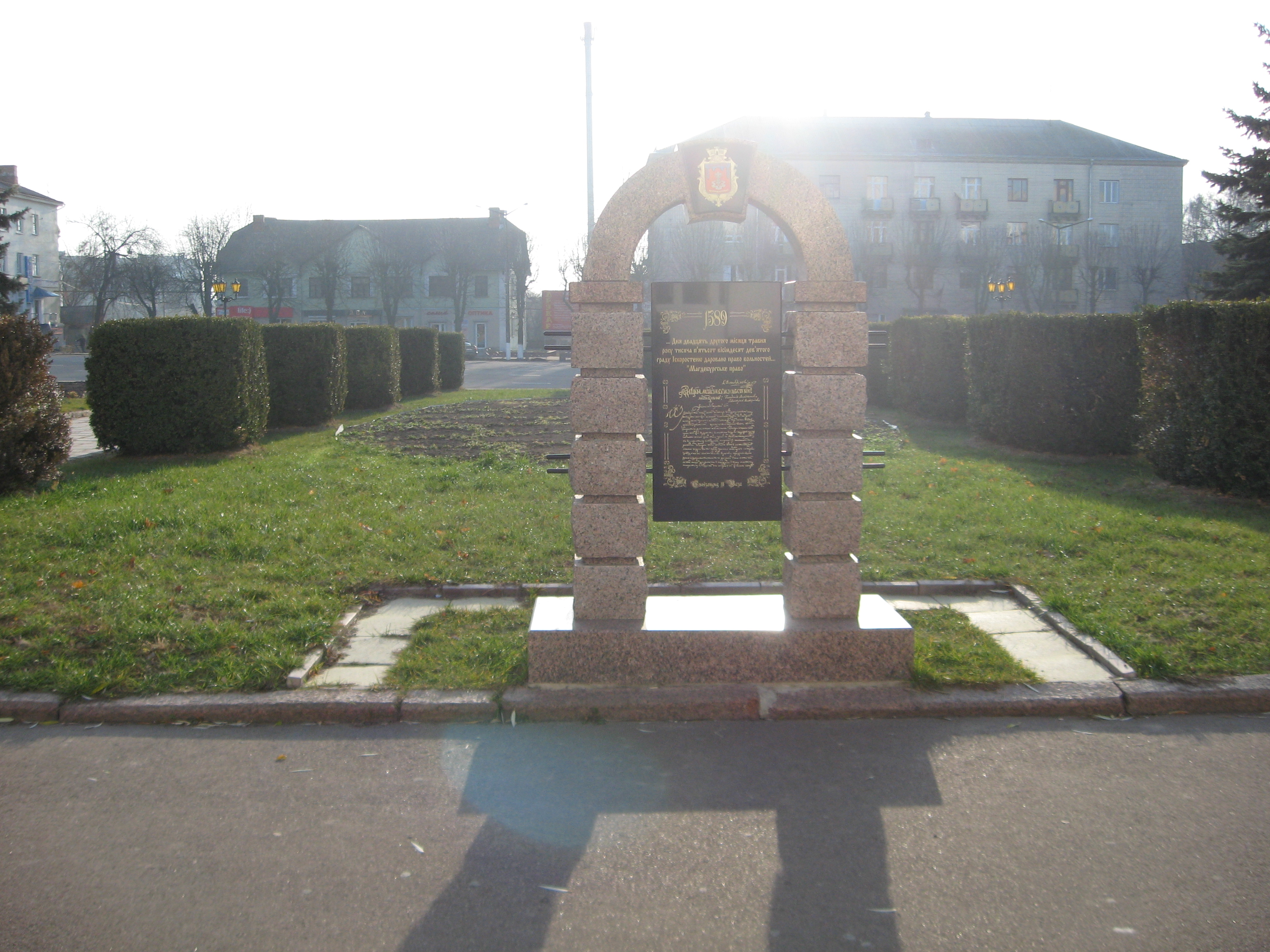
Пам'ятний знак на честь отримання містом Магдебурзького права
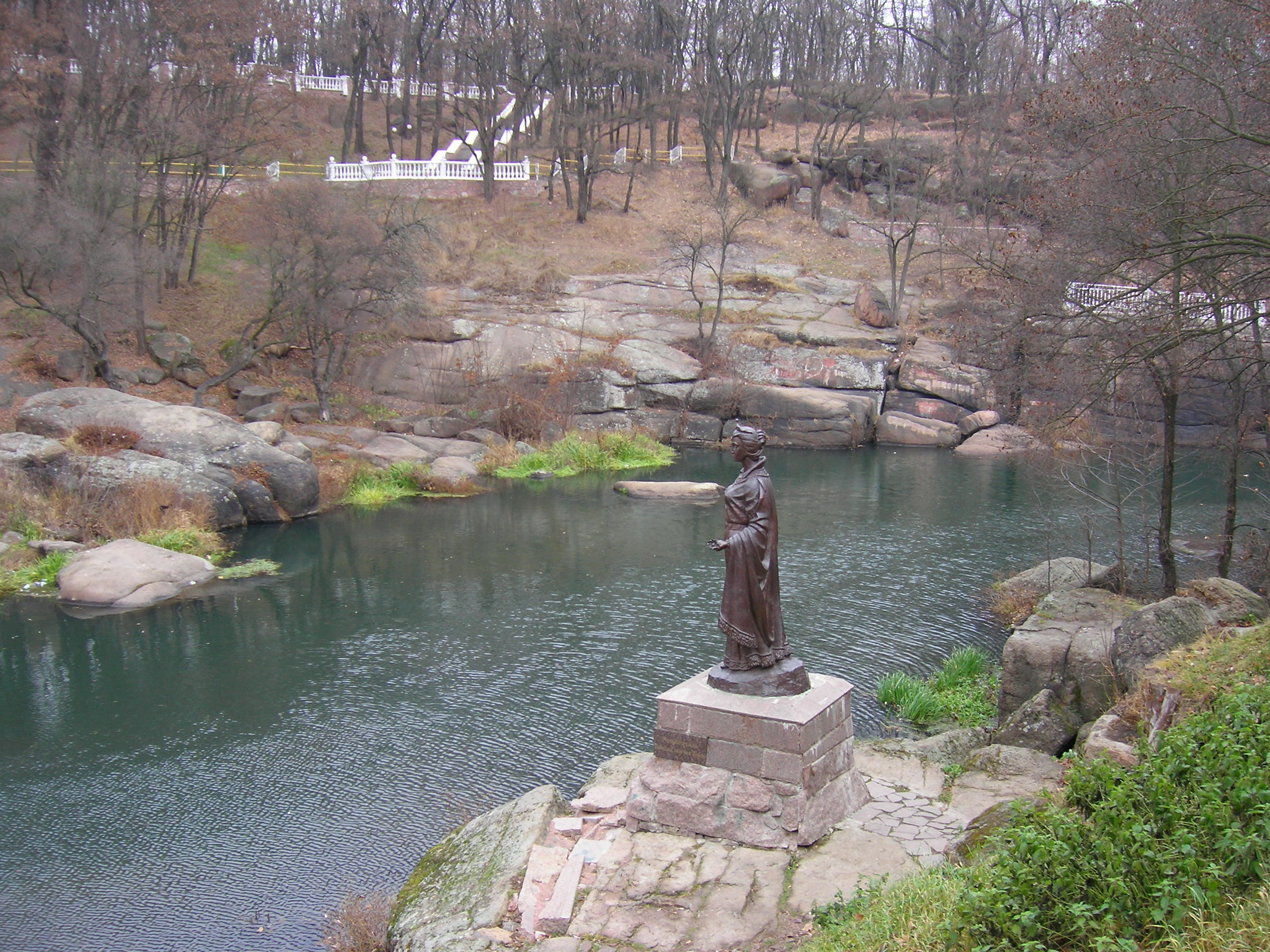
Річка Уж та Ольжині купальні
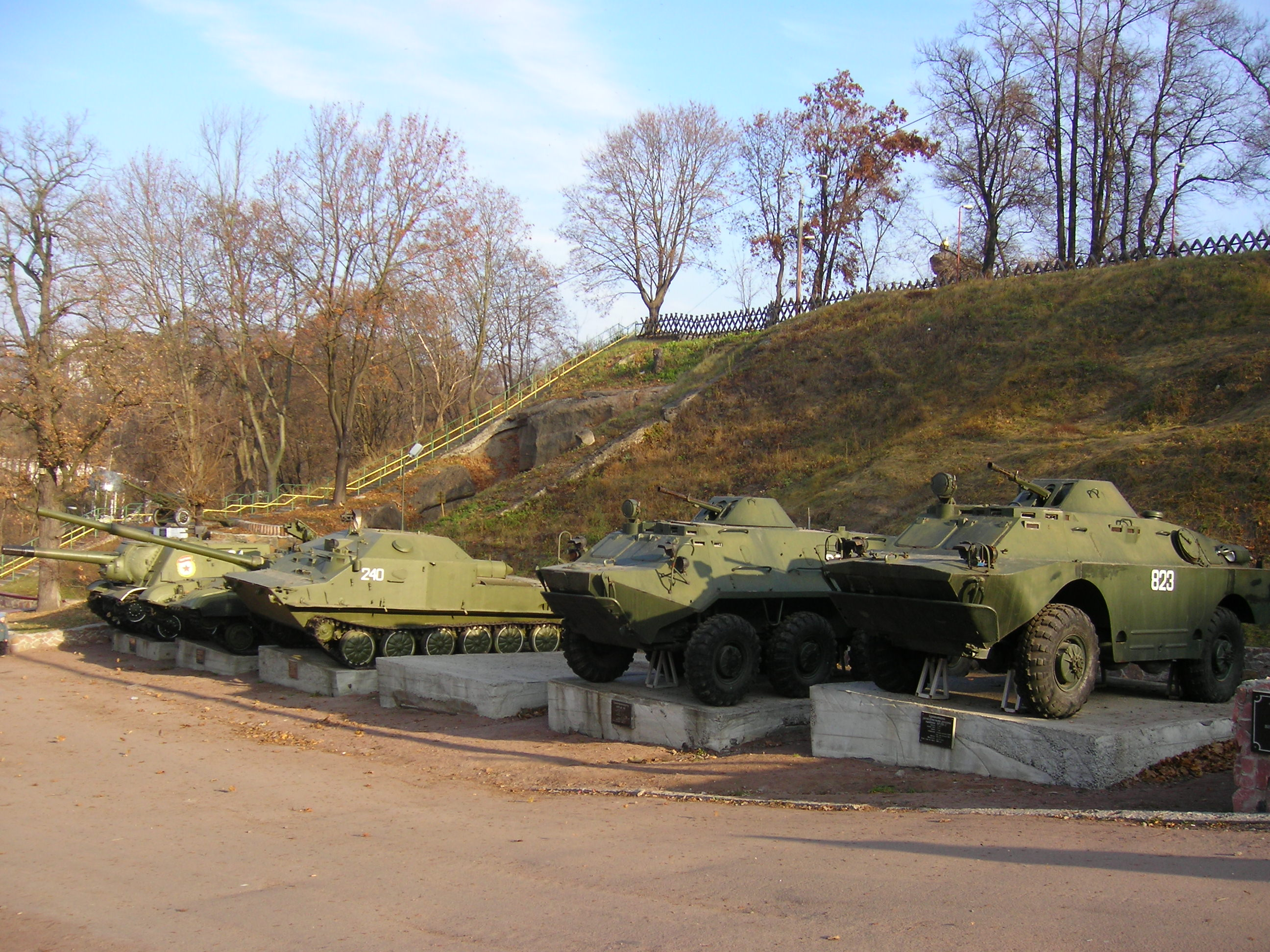
Військова техніка біля військово-історичного комплексу «Скеля»
Скульптура Покрови Божої Матері
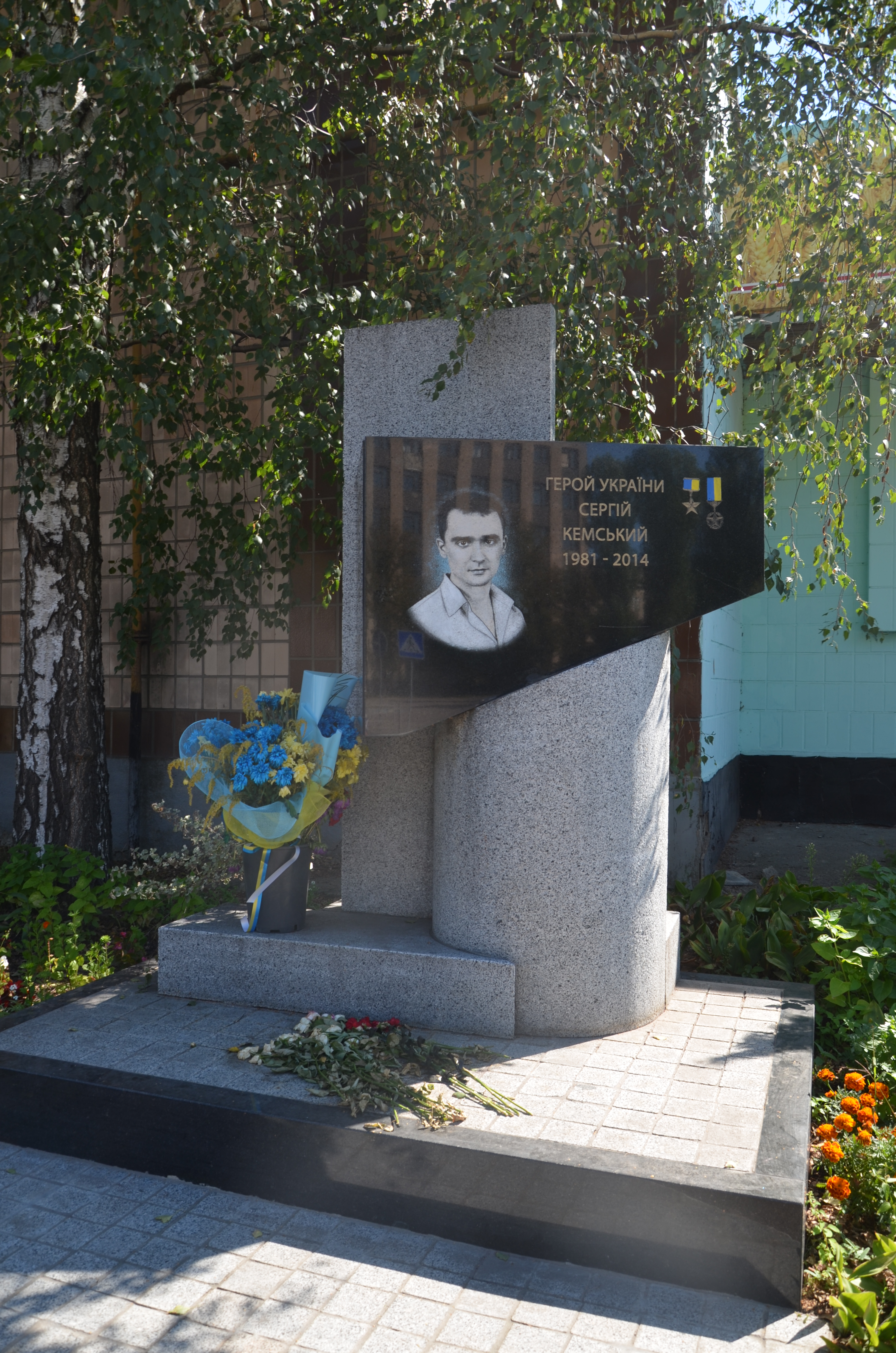
Пам'ятник Герою Небесної сотні Сергію Кемському